# Maxim Sergejewitsch Afonin
Maxim Sergejewitsch Afonin (russisch Максим Сергеевич Афонин, Transliteration Maksim Sergejevič Afonin; * 6. Januar 1992) ist ein russischer Kugelstoßer.

## Sportliche Laufbahn
Erste internationale Erfahrungen sammelte Maxim Afonin bei den Jugendweltmeisterschaften 2009 in Brixen, bei denen er mit 18,55 m den achten Platz belegte. Anschließend gewann er beim Europäischen Olympischen Jugendfestival mit 19,06 m die Bronzemedaille. Im Jahr darauf nahm er an den Juniorenweltmeisterschaften in Moncton teil, schied aber mit 17,09 m in der Qualifikation aus und bei den Junioreneuropameisterschaften 2011 in Tallinn wurde er mit einer Weite von 19,10 m Achter. 2013 erreichte er mit 18,18 m im Finale den neunten Rang bei den U23-Europameisterschaften in Tampere.  
Nach der Sperre aller russischer Leichtathleten 2016, darf Afonin seit 2018 als neutraler Athlet an internationalen Wettkämpfen teilnehmen. Er qualifizierte sich 2018 für die Hallenweltmeisterschaften in Birmingham, bei denen er mit 19,84 m den 13. Platz belegte. Im Sommer wurde er bei den Europameisterschaften in Berlin mit 20,68 m Achter. 2019 gelangte er bei den Halleneuropameisterschaften in Glasgow mit 20,30 m auf den neunten Platz und im Oktober nahm er an den Weltmeisterschaften in Doha teil, bei denen er mit 19,82 m in der Qualifikation ausschied. Anschließend wurde er bei den Militärweltspielen in Wuhan mit 19,52 m Neunter.
2016 und 2017 wurde Afonin russischer Meister im Kugelstoßen im Freien sowie 2017, 2018 und 2020 auch in der Halle.

## Persönliche Bestweiten
- Kugelstoßen: 21,07 m, 22. Juli 2017 in Moskau
  - Kugelstoßen (Halle): 21,39 m, 13. Februar 2018 in Moskau